# محمود عبدالعزیز (بازیکن والیبال)
محمود عبدالعزیز (انگلیسی: Mahmoud Abdel Aziz؛ زادهٔ ۷ آوریل ۱۹۷۵) بازیکن والیبال اهل مصر بود.